# Edme Jean Leclaire
« Jean Leclaire » redirige ici. Pour les articles homophones, voir Jean Leclerc et Jean Le Clerc.
Edme Jean Leclaire né à Aisy-sur-Armançon (Yonne) le 14 mai 1801 et mort à Herblay (Val d'Oise) le 13 juillet 1872 est un chef d'entreprise français.
Engagé dans le catholicisme social, il fut maire d'Herblay de 1865 à 1869.

## Biographie
Edme Jean Leclaire commence sa vie comme commis de peinture en bâtiment à Paris, puis fonde sa propre entreprise. Il dote son entreprise d'une société de secours mutuels en 1838. Animé de convictions sociales, il est le premier à imaginer une forme de participation des ouvriers aux bénéfices de l'entreprise en 1842. 
Il est décoré de la Légion d'honneur par décret du 2 mai 1849 pour avoir introduit l'emploi du blanc de zinc en remplacement du céruse de plomb qui causait la terrible « maladie des peintres » ou saturnisme. Il remettait en lumière les travaux de Jean-Baptiste Courtois qui avait lancé cette chimie à la fin du XVIIe siècle.
Il est inhumé à Paris au cimetière de Montmartre (32e division), avec son épouse Sophie née Lefole (1796-1865).

## Publications
Durant son mandat de maire d'Herblay, il publie Les Causeries d'un maire avec ses administrés où il développe ses convictions sociales, le sous-titre de l'ouvrage étant « en vue de fonder une association agricole et industrielle entre tous les habitants d'une commune ».

## Postérité
Une communauté coopérative a été fondée dans le Comté de Madison (Illinois) par N.O. Nelson pour accueillir les ouvriers de la Société NO Nelson Fabrication. Ce village ouvrier a existé de 1890 à 1934 et avait été nommé Leclaire District en l'honneur de Jean Leclaire. Il fonctionnait selon les principes sociaux coopératifs imaginés par Jean Leclaire.

## Hommages
- Une rue Jean-Leclaire, un square Jean-Leclaire et un gymnase portent son nom dans le 17e arrondissement de Paris, un monument sculpté par Jules Dalou en 1896 lui est consacré dans le square des Épinettes voisin[8].
- À Sarlat, un centre hospitalier et une école maternelle portent son nom.
- À Herblay, une rue porte son nom.